# Sphinctospermum constrictum
Sphinctospermum constrictum är en ärtväxtart som först beskrevs av Sereno Watson, och fick sitt nu gällande namn av Joseph Nelson Rose. Sphinctospermum constrictum ingår i släktet Sphinctospermum och familjen ärtväxter. Inga underarter finns listade i Catalogue of Life.